# Magazyn Przyrodniczy „Salamandra”
Magazyn Przyrodniczy „Salamandra” – czasopismo popularnonaukowe, wydawane od roku 1994 (wcześniej, w październiku 1993 r. wyszedł czterostronicowy numer zerowy) do 2025 r. przez Polskie Towarzystwo Ochrony Przyrody „Salamandra” jako półrocznik. Wśród jego czytelników są m.in. liczne instytucje i osoby zajmujące się ochroną przyrody, edukacją ekologiczną, szeroko pojętą turystyką przyrodniczą, a także miłośnicy przyrody.
Celem wydawania Magazynu Przyrodniczego Salamandra jest popularyzowanie wiedzy na temat przyrody oraz jej ochrony, ze szczególnym uwzględnieniem gatunków rzadkich i zagrożonych oraz cennych pod względem przyrodniczym obszarów, a także kształtowanie korzystnych dla przyrody postaw i zachowań.
Poziom i język artykułów jest dobierany w taki sposób, aby przy zachowaniu pełnej poprawności merytorycznej większość tekstów była zrozumiała dla niebiologów o wykształceniu na poziomie gimnazjum, a jednocześnie aby także przyrodnicy znajdowali w czasopiśmie interesujące treści.
Szeroki krąg odbiorców dotyczy także większości innych działań edukacyjnych PTOP „Salamandra”. Osoby zaangażowane w ich realizację (większość z nich współpracuje z Magazynem pisząc artykuły) mają wieloletnie doświadczenie w popularyzowaniu wiedzy przyrodniczej.
Czasopismo „Salamandra” realizuje cel edukacji ekologicznej podjętej przez Polskie Towarzystwo Ochrony Przyrody „Salamandra”. Publikuje artykuły na temat flory i fauny, głównie polskiej. Ukazuje istniejące zagrożenia dla środowiska naturalnego. Przedstawia aktualne przepisy prawne w zakresie ochrony przyrody. Patronuje wielu imprezom, konkursom i wydawnictwom. Na jego łamach corocznie publikowane są m.in. wyniki Ogólnopolskiego Konkursu Fotografii Przyrodniczej FOTO-EKO. Redaktor naczelną od 2004 do 2025 roku była Adriana Bogdanowska.
W magazynie ukazuje się także komiks dla dzieci, którego autorami są Sławek Kiełbus (rysunki) i Maciej Kur (scenariusz).
Od 1994 r. wychodził pod nazwą Biuletyn PTOP „Salamandra”, w formacie B5, bez druku w kolorze (z wyjątkiem okładki) i dystrybuowany był przede wszystkim w obrębie samej organizacji. Pod obecną nazwą zaczął się ukazywać u schyłku 2003 r. i wtedy też określono, że będzie półrocznikiem. Od 2009 r. wydawany jest w formacie A4. Stopniowo zwiększa się liczba stron w numerze (wydanie z 1994 r. miało ich 17, nr 2/2018 – 80 str.). W numerze nr 1 z 2025 r. redakcja ogłosiła, że pismo ulega likwidacji z powodów finansowych i kurczącego się czytelnictwa. 